# 袁小平 (1965年)
袁小平（1965年—），复旦大学教授，主要从事常微分方程和动力系统等方面的研究工作。入选中华人民共和国教育部2009年度"长江学者"特聘教授。曾就读于北京大学数学系。